# Jan Václav Dubský
Jan Václav Dubský (18. června 1882 Řehnice (Krnsko) – 25. března 1946 Brno) byl český analytický chemik, člen České akademie věd a umění.
Vystudoval chemickou průmyslovku v Liberci (1897-1901), pracoval jako technologický chemik v cukrovaru v Dobrovicích (1901-1904). Dědictví po otci využil k tomu, že šel, s pomocí sourozenců, studovat na curyšskou univerzitu; na této univerzitě pak promoval v roce 1909. Následující tři roky pracoval v Ústavu organické chemie v Leydenu. V letech 1913 až 1914 byl v Curychu asistentem Alfreda Wernera, nositele Nobelovy ceny za chemii, vedoucím Wernerových laboratoří pro anorganickou a organickou syntézu. V letech 1914 až 1919 byl soukromým docentem na univerzitě v Curychu. V letech 1919 až 1922 byl soukromým docentem na univerzitě v Groningen. Od roku 1921 až do své smrtí byl profesorem na Přírodovědecké fakultě Masarykovy univerzity v Brně a ředitelem brněnského Ústavu analytické chemie. Je pochován v Brně.